# Dicaelotus cariniscutis
Dicaelotus cariniscutis är en stekelart som först beskrevs av Cameron 1906.  Dicaelotus cariniscutis ingår i släktet Dicaelotus och familjen brokparasitsteklar. Inga underarter finns listade i Catalogue of Life.